# Aristolochia viperina
Aristolochia viperina là một loài thực vật có hoa trong họ Aristolochiaceae. Loài này được (Chodat & Hassl.) Chodat & Hassl. mô tả khoa học đầu tiên năm 1906.